# Shelton, Connecticut
Shelton je grad u američkoj saveznoj državi Connecticut. Prema popisu stanovništva iz 2010. u njemu je živjelo 39.559 stanovnika.